# Arcadi et Boris Strougatski
Œuvres principales
- Il est difficile d'être un dieu
- Stalker

Les frères Arcadi Natanovitch Strougatski (en russe : Аркадий Натанович Стругацкий, 28 août 1925 – 12 octobre 1991) et Boris Natanovitch Strougatski (en russe : Борис Натанович Стругацкий, 14 avril 1933 – 19 novembre 2012) sont des écrivains soviétiques de science-fiction.

## Biographies
Le père d'Arcadi et Boris Strougatski a échappé aux purges staliniennes, mais n'a pas survécu au siège de Leningrad pendant la Grande Guerre patriotique.
Arcadi devient traducteur pour l'armée, spécialisé notamment dans le japonais. Son frère cadet Boris devient pour sa part astrophysicien. Leurs métiers se complétant, ils collaborent à partir de 1958 pour écrire de la science-fiction.
Dans leurs romans, ils cherchent un idéal, mais n'épargnent pas le régime soviétique qui commence à les censurer en 1969. Ils écrivent alors clandestinement une partie de leur œuvre, partiellement diffusée sous le manteau, puis publient de nouveau au grand jour dans les années 1980 avec la glasnost ; leurs œuvres sont traduites et publiées par les éditions officielles soviétiques (éditions en langues étrangères puis Radouga), ce qui les fait connaître au-delà des frontières de leur pays.

## Œuvres

### Romans traduits en français

#### Le Cycle du midi
- Le Cycle du midi - trad. Viktoriya et Patrice Lajoye, Éditions Mnémos, 2022,  (ISBN 978-2-35408-942-9)
  - Midi, XXIIe siècle (ru) (Полдень, XXII век, Moscou, 1961)
  - Il est difficile d'être un dieu (Трудно быть богом, Moscou, 1964) - trad. Bernadette du Crest, Denoël, Présence du futur no 161, 1973 - Denoël, coll. Lunes d'encre, 2009,   (ISBN 978-2207260388)
  - Tentative de fuite (ru) (Попытка к бегству, Moscou, 1962)
  - L'Île habitée (ru) (Обитаемый остров, 1969) - trad. Jacqueline Lahana, L'âge d'homme, 1980 - Denoël, coll. Lunes d'encre, 2010
  - Le Petit (ru) (Малыш, Moscou, 1971) - trad. Svetlana Delmotte, Fleuve noir, 1984
  - L'Inquiétude (ru), (Беспокойство) trad. Viktoriya Lajoye, in L’Escargot sur la pente (Улитка на склоне, Leningrad, 1966), Denoël, coll. Lunes d'encre, 2013
  - Un gars de l'enfer (ru) (Парень из преисподней, Moscou, 1974) - trad. Bernadette du Crest, Denoël, Présence du futur no 244, 1987
  - Le Scarabée dans la fourmilière (ru) (Жук в муравейнике, Moscou, 1979-1980) - trad. Svetlana Delmotte, Fleuve noir, 1982
  - L'Arc en ciel lointain (ru) (Далёкая Радуга, Moscou, 1963) - trad. Svetlana Delmotte, Fleuve noir, 1982,  (ISBN 978-2265019607)
  - Les vagues éteignent le vent (Волны гасят ветер, Moscou, 1985-1986) - trad. Svetlana Delmotte, Denoël, Présence du futur no 502, 1989

#### Autres
- Les Revenants des étoiles (ru) (Стажёры) - trad. Pierre Mazel, 1963, Hachette, Le Rayon fantastique no 120
- Le lundi commence le samedi (Понедельник начинается в субботу, Moscou, 1965) - trad. Bernadette du Crest, Denoël, Présence du futur no 179, 1974,  (ISBN 978-2207301791)
- Le Dernier Cercle du paradis (ru) (Хищные вещи века, Moscou, 1965) - trad. Maxime Barrière, Le Masque Science Fiction no 80, 1978,  (ISBN 978-2702407721)
- L'Escargot sur la pente (Улитка на склоне, Leningrad, 1966) - trad. Viktoriya Lajoye, Denoël, coll. Lunes d'encre, 2013 (une première traduction incomplète est parue aux Éditions Champ Libre, 1972)
- Les Mutants du brouillard (Гадкие лебеди, 1966-1967) - trad. Paul Chwat, Albin Michel, 1975
- La Seconde Invasion des martiens (ru) (Второе нашествие марсиан, Moscou, 1968) - trad. Juliette Martin, Fleuve noir, 1983
- L'Auberge de l'alpiniste mort (Отель «У Погибшего Альпиниста», Moscou, 1970) - trad. Antoine Volodine, Denoël, Présence du futur no 457, 1988
- Stalker : Pique-nique au bord du chemin (Пикник на обочине, Moscou, 1972) - trad. Svetlana Delmotte, Présence du futur no 314, 1994 - Denoël, coll. Lunes d'encre, 2010
- La Troïka (ru) (Сказка о Тройке, Moscou, 1972) - trad. Paul Chwat, - Albin Michel, 1977 - Super-fiction Collection dirigée par Georges H. Gallet et Jacques Bergier
- Un milliard d'années avant la fin du monde (ru) (За миллиард лет до конца света, Moscou, 1976-1977)  - trad. Svetlana Delmotte, Fleuve noir, 1983
- Destin boiteux (ru) (Хромая судьба, Moscou, 1989) - trad. Viktoriya et Patrice Lajoye, Lingva, 2018

### Nouvelles traduites en français
- Le Chemin d'Amalthée , trad. Louis Gaurin et Véra Gopner, in Le Chemin d'Amalthée : anthologie de nouvelles russes, 1959, Éditions en Langues étrangères
- Le Cône blanc de l'Alaïde, trad. Francis Cohen, in Les Meilleures histoires de science-fiction soviétique, 1963, Robert Laffont
- D'ailleurs (Извне) - trad. Alain Cappon, in Antarès n°37-38, 1991
- Le Grand C.I.D., trad. Francis Cohen, in Les Meilleures histoires de science-fiction soviétique, 1963, Robert Laffont
- La Marque de l'ailleurs, trad. André Cabaret, Antarès n°13, 1984
- Réflexe spontané (Спонтанный рефлекс) - trad. Louis Gaurin et Victor Joukov, in Le Messager du Cosmos, anthologie, Éditions en langues étrangères, Moscou
- Sciences naturelles dans le monde des esprits, trad. André Cabaret, Antarès n°22, 1986
- Six allumettes, trad. Louis Gaurin, in Cor Serpentis, anthologie, Éditions en langues étrangères, Moscou, 1963
- Autour de la cyclotation, trad. Viktoriya et Patrice Lajoye, Galaxies n°22, 2013
- Tentative de fuite, trad. André Cabaret, Antarès n°28 et 29, 1987-1988
- Une gigantesque fluctuation, trad. Bernadette du Crest, in Maxim Jakubowski, Vingt maisons du Zodiaque, Denoël, Présence du Futur, 1979

### Scénarios de films
- La Machine des désirs (scénario de Stalker d'Andreï Tarkovski), trad. Alain Cappon, Proxima n°3, 1984
- Sorcière (premier scénario, non retenu, de Le Sacrifice d'Andreï Tarkovski), trad. Viktoriya et Patrice Lajoye, Galaxies n°11, 2011

### Œuvres en solo de Boris Strougatski
- Les Inhibés (Saint-Pétersbourg, 2003) - trad. Viktoriya et Patrice Lajoye, éditions Lingva, 2016,   (ISBN 979-1094441299)

### Œuvres en solo d'Arcadi Strougatski
- Détails de la vie de Nikita Vorontsov, trad. Viktoriya et Patrice Lajoye, Lunatique n°81, 2008

## Adaptations cinématographiques
- 1979 : L'Auberge de l'alpiniste mort par Grigori Kromanov, d'après L'Auberge de l'alpiniste mort.
- 1979 : Stalker par Andreï Tarkovski, d'après Stalker : Pique-nique au bord du chemin.
- 1982 : Magiciens, téléfilm par Konstantin Bromberg, d'après Le lundi commence le samedi.
- 1988 : Un dieu rebelle par Peter Fleischmann, d'après Il est difficile d'être un dieu.
- 1988 : Le Jour de l'éclipse par Alexandre Sokourov, d'après Un milliard d'années avant la fin du monde (ru).
- 1990 : Iskouchenie B. (ru), téléfilm par Arkadi Sirenko (ru), d'après Destin boiteux (ru).
- 2006 : Les Vilains Petits Canards (Гадкие лебеди, « Les vilains cygnes » en russe) par Konstantin Lopouchanski d'après la nouvelle éponyme (titrée Les Mutants du brouillard en français) tirée de la publication Время дождей (Le temps des pluies) datant de 1987.
- 2009 : Prisoners of Power: Battlestar Rebellion par Fiodor Bondartchouk, d'après le roman L'Île habitée (ru), en deux films diffusés en avril 2008 (115 min) et décembre 2009 (« Skhvatka », 110 min) en Russie. La version internationale est sortie en DVD et Blu-ray en 2012. C'est un montage en 115 min des deux films. Le  titre retenu en France est « Prisoners of Power : Battlestar Rebellion », en Allemagne « Dark planet ».
- 2013 : Il est difficile d'être un dieu (Трудно быть богом), par Alexeï Guerman, d'après Il est difficile d'être un dieu.